# Высшая школа физиков имени Н. Г. Басова
Высшая школа физиков имени Н. Г. Басова — высшее учебное заведение, основанное 20 мая 1971 года для подготовки инженерных кадров с глубокими знаниями высшей математики, экспериментальной и теоретической физики. Высшая школа по своей научной деятельности входит в структуру ФИАН, в качестве учебной деятельности в МИФИ.

## История
По инициативе академика Н. Г. Басова и профессора В. Г. Кириллова–Угрюмова, 20 мая 1971 года Приказом министра высшего и специального образования СССР В. П. Елютина и распоряжением президента Академии наук СССР академика М. В. Келдыша был создан Специальный факультет физики, основной задачей факультета являлась индивидуальная подготовка высококвалифицированных специалистов в области новейших направлений наукоёмких технологий, экспериментальной и теоретической физики и высшей математики для ВУЗ, НИИ и НПО. Специальный факультет физики имел двойное подчинение, по научной работе входил в структуру ФИАН, по учебной работе в структуру МИФИ.
Первым бессменным[каким?] деканом Спецфакультета физики был назначен профессор Ю. А. Быковский.
На Спецфакультет принимались одарённые студенты старших курсов физических, физико-математических, физико-технических, радиофизических, электрофизических, электротехнических, механических, технологических и авиационно-технологических  факультетов, а также факультетов электроники, кибернетики и радиоэлектроники 
высших учебных заведений, особенно университетов, которые проявили творческие способности в экспериментальной или теоретической физике. Основные направления деятельности факультета состояли из направлений в области физики атомного ядра и частиц, физики конденсированного состояния вещества, физики плазмы, медицинской физики, прикладной математики и кибернетики. Учебная и научно-исследовательская работа студентов происходила в научных лабораториях ФИАН и МИФИ, срок обучения составлял три года. После окончания факультета выпускники получали специализацию инженера-физика.
С начала основания в Высшей школе физиков обучались студенты более чем семидесяти высших учебных заведений Российской Федерации и стран СНГ, таких как: Кубанский, Саратовский, Иркутский, Кемеровский, Уральский, Башкирский
Кабардино-Балкарский, 
Гродненский, Ереванский, Кыргызский, Мордовский, Чувашский, Самарский, Воронежский, Ярославский государственных университетов, Самарского, Вологодского, Архангельского, Дальневосточного и Иркутского технических университетов, Самарского аэрокосмического университета, Астраханского и Владимирского педагогического университетов, а так же Рязанской государственной радиотехнической академии. Подготовка и переподготовка для специалистов Росатома, проводилась Высшей школой в таких учебно-научных заведениях как: ВНИИЭФ, ВНИИТФ, Озёрский технологический и Снежинский физико-технический институты.
Студенты высшей школы в период обучения или обучаясь в аспирантуре совместно с Курчатовским институтом,
МИФИ и ФИАН являются участниками научно-исследовательских работ в области нанотехнологий. С момента основания Высшая школа физиков выпустила более 1000 высококвалифицированных специалистов.
30 ноября 2001 году Высшая Школа физиков была удостоена Премии Президента Российской Федерации в области образования и ей было присвоено имя её создателя академика Н. Г. Басова.

## Руководство

### Научные руководители
- д.ф.-м.н., профессор, академик РАН  Крохин, Олег Николаевич

### Деканы
- 1971—2001 — д.ф.-м.н., профессор Быковский, Юрий Алексеевич
- 2001—2011 — к.ф.-м.н., профессор Шестаков, Владислав Викторович
- с 2011 — д.ф.-м.н., профессор Завестовская, Ирина Николаевна

## Известные преподаватели и выпускники
- Басов, Николай Геннадиевич — академик АН СССР и РАН
- Кириллов-Угрюмов, Виктор Григорьевич — д.ф.-м.н., профессор
- Розанов, Владислав Борисович — д.ф.-м.н., профессор
- Лукьянов, Степан Юрьевич — д.ф.-м.н., профессор
- Шотов, Алексей Петрович — д.ф.-м.н., профессор
- Ораевский, Анатолий Николаевич — д.ф.-м.н., профессор
- Попов, Юрий Михайлович — д.ф.-м.н., профессор
- Гальпер, Аркадий Моисеевич — д.ф.-м.н., профессор
- Бородакий, Юрий Владимирович — д.т.н., профессор, академик РАН[2]
- Кульчин, Юрий Николаевич — д.ф.-м.н., профессор, академик РАН
- Тигиняну, Ион Михайлович — д.ф.-м.н., профессор, академик АН Молдовы
- Яценко, Леонид Петрович — д.ф.-м.н., профессор, академик НАНУ